# Pehr Frigel

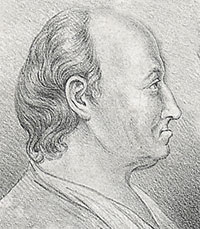
Pehr Frigel

Pehr Frigel (* 2. September 1750 in Kalmar; † 24. November 1842 in Stockholm) war ein schwedischer Komponist.

## Leben
Frigel studierte in Uppsala und nahm Unterricht bei Johann Gottlieb Naumann, Joseph Martin Kraus und Francesco Antonio Uttini. Seit 1778 gehörte er der Königlich Schwedischen Musikakademie an, deren Sekretär er 1796 wurde. 1811 bis 1834 war er Inspektor der Unterrichtsanstalt der Akademie, wo er 1814 bis 1830 auch Musiktheorie unterrichtete.
Frigel komponierte eine Oper, ein Singspiel, das Oratorium Christus auf dem Ölberg, Chor- und Orchesterwerke, Kantaten und Lieder.